# Muscat Securities Market
Der Muscat Securities Market (MSM) (arabisch سوق مسقط للأوراق المالية, DMG Sūq Masqaṭ li-l-aurāq al-māliyya) ist die einzige Wertpapierbörse im Oman. Sie hat ihren Sitz in Ruwi in der Muscat Capital Area. Sie wurde durch das am 21. Juni 1988 erlassene königliche Dekret (53/88) von Qabus ibn Said zur Regulierung und Kontrolle des Wertpapiermarktes in Oman und am Aufbau der finanziellen Infrastruktur des Sultanats Oman errichtet.
Der Königliche Erlass (80/98) vom 9. November 1998, mit dem das neue Kapitalmarktgesetz erlassen wurde, sah die Errichtung von zwei getrennten Einheiten vor, einer Börse, dem Muscat Securities Market (MSM), an der alle börsennotierten Wertpapiere gehandelt werden, und der Kapitalmarktaufsichtsbehörde (Capital Market Authority, CMA), welche als Regulator fungiert. Die Börse ist eine von der Aufsichtsbehörde finanziell und administrativ unabhängige, jedoch ihrer Aufsicht unterliegende staatliche Einrichtung. Diese Restrukturierung wurde durch das schnelle Wachstum des Marktes nötig.

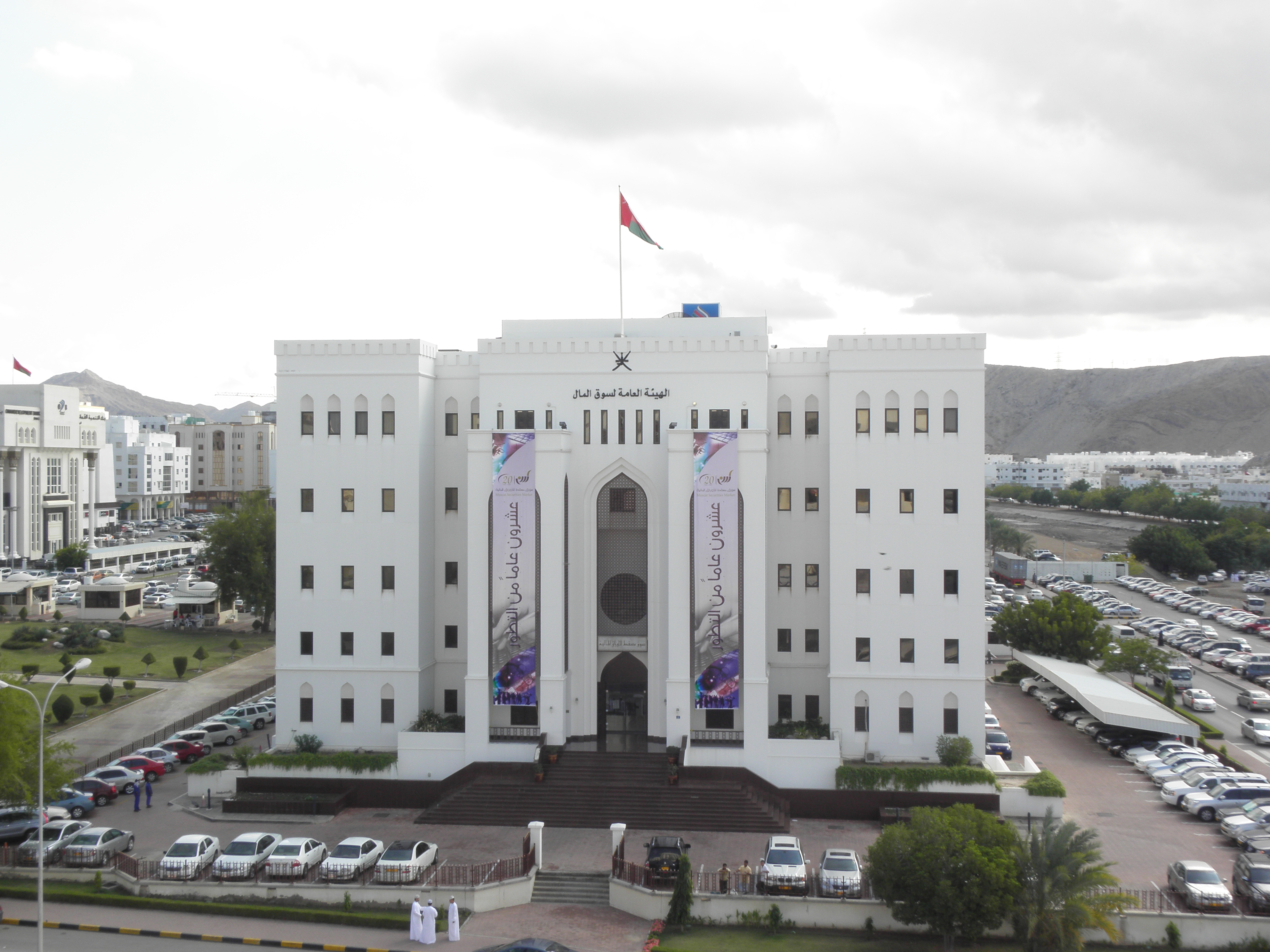
Sitz der Börse

## Mitgliedschaften
Die Börse ist ein Mitglied der:
- Federation of Euro-Asian Stock Exchanges
- World Federation of Exchanges[2]
- Arab Federation of Exchanges[3]
- Sustainable Stock Exchanges Initiative

## Indizes
Der Hauptindex ist der MSM-30 Index. Der MSM 30-Index enthält drei Teilindizes, die die drei Sektoren (Banken & Investment, Industrie & Dienstleistungen und Versicherungen) repräsentieren. 